# 1877年のメジャーリーグベースボール
以下は、メジャーリーグベースボール（MLB）における1877年のできごとを記す。
ナショナルリーグでは、前年の最初のシーズンに参加して途中からゲームの開催を拒否したフィラデルフィア・アスレチックス、ニューヨーク・ミューチュアルズの2球団を除名して6球団でシーズンが開幕し、シーズン終盤にシンシナティ・レッズがリーグ分担金を支払えず加盟権を失う事態が生じた(レッズは結局翌年に再加盟が認められた)が、ボストン・レッドキャップス(後のボストン・ブレーブス)がこの年のリーグ優勝を果たした。
1876年のメジャーリーグベースボール - 1877年のメジャーリーグベースボール - 1878年のメジャーリーグベースボール

## できごと
- ルイビル・グレイズに所属するジム・デブリン、ジョージ・ホール、ビル・クレイバー、アル・ニコルズの4選手が野球賭博に関わり、故意に試合を負けたりしたことが発覚して、球団はシーズン中途で解雇し、ナショナルリーグのハルバート会長はこの4選手を永久追放処分とした。後のブラックスソックス事件が起こる40年以上も前のことである。
- このシーズンの選手の年俸最高額は2,000ドルで、審判の報酬は1試合5ドルであった。
- ボストン・レッドキャップスのディーコン・ホワイト内野手は1873年にボストン・レッドストッキングス(レッドキャップス)に入団し、ナショナル・アソシエーションに属していた時代(1872～1875年に4連覇した)の最後の年(1875年)に首位打者を獲得し、そしてナショナルリーグ初年度の1876年はシカゴ・ホワイトストッキングスに移って最多打点(この当時は打点王というタイトルは無かった)を記録しホワイトストッキングスのリーグ初優勝に貢献し、そして翌1877年は再びボストン・レッドキャップス(1876年にレッドストッキングスからレッドキャップスに改称)に戻って打率.387で首位打者となり、安打103本、打点49、三塁打11本の4つの部門でリーグトップとなる成績を残して古巣のレッドキャップスの初優勝に貢献した。
- 同じレッドキャップスのトミー・ボンド投手は40勝、防御率2.11、奪三振170でナショナルリーグ初の最多勝、最多奪三振、最優秀防御率の投手三冠王を獲得した。

### 規則の改訂
- 15インチ平方のベースが登場した。
- いくら待っても打者にとっていい球が来ない場合は、打者の選択及び審判の判断で一塁に進むことが出来るようになった。これは2年後の「九球」の始まりで現在の「四球」の元祖である。

## 最終成績

### ナショナルリーグ
| 1 | ボストン・レッドキャップス           | 42 | 18 | .700 | -    |
| 2 | ルイビル・グレイズ                   | 35 | 25 | .583 | 7.0  |
| 3 | ハートフォード・ダークブルース       | 31 | 27 | .534 | 10.0 |
| 4 | セントルイス・ブラウンストッキングス | 28 | 32 | .467 | 14.0 |
| 5 | シカゴ・ホワイトストッキングス       | 26 | 33 | .441 | 15.5 |
| 6 | シンシナティ・レッズ                 | 15 | 42 | .263 | 25.5 |

## 個人タイトル

### ナショナルリーグ
| 項目   | 選手                       | 記録 |
| ------ | -------------------------- | ---- |
| 打率   | ディーコン・ホワイト (BSN) | .387 |
| 本塁打 | リップ・パイク (CIN)       | 4    |
| 打点   | ディーコン・ホワイト (BSN) | 49   |
| 得点   | ジム・オルーク (BSN)       | 68   |
| 安打   | ディーコン・ホワイト (BSN) | 103  |

| 項目   | 選手                   | 記録  |
| ------ | ---------------------- | ----- |
| 勝利   | トミー・ボンド (BSN)   | 40    |
| 防御率 | トミー・ボンド (BSN)   | 2.11  |
| 奪三振 | トミー・ボンド (BSN)   | 170   |
| 投球回 | ジム・デブリン (LOU)   | 559.0 |
| セーブ | カル・マクヴィー (CHC) | 2     |

## 参考
- ナショナルリーグ順位表